# فايكنغز (الموسم 4)
فايكنغز (الموسم 4) هو الجزء الرابع من المسلسل التلفزيوني الدرامي التاريخي، كتبه وأنشأه مايكل هيرست لقناة التاريخ الكندية.
يتكون الموسم الرابع من عشرين حلقة، مقسم إلى جزأين عشر حلقات لكل جزء؛ تم عرض الجزء الأول في 18 فبراير 2016 وأختتم في 21 أبريل 2016. وتم عرض الجزء الثاني في 30 نوفمبر 2016 وأختتم بالكامل في 1 فبراير 2017.

## طاقم العمل والشخصيات

### الأساسيين
- ترافيس فيميل بدور راغنار لوثبروك رئيس الأرلية من كاتيغات الذي أصبح ملكا بعد وفاة هوريك[5]
- كاثرين وينيك بدور لاغيرثا، زوجة راغنار السابقة، تحكم هيديبي وتدعو نفسها إيرل إنغستاد[5]
- كليف ستاندين بدور رولو، محارب وأخ راغنار، حصل على لقب دوق نورماندي من قبل الإمبراطور تشارلز[5]
- جوزتاف سكارسجارد بدور فلوكي، بنّاء السفن وصديق راغنار[5]
- الكسندر لودفيج بدور بيورن يارنسيدا، أبن راغنار ولاغيرثا[5]
- أليسا سثرلاند بدور الأميرة آسلوغ[5]
- بن روبسون بدور كالف، محارب فاكينيغ يشترك في السيطرة على هيديبي مع لاغيرثا[5]
- لوتحااري بليتياي بدور الإمبراطور تشارلز من غرب فرنسا[7]
- جون كافانا بدور الرائي/المشعوذ
- بيتر فرانزن بدور الملك هارالد فاينهير، الفايكنغ الطامح بأن يصبح أول ملك للنرويج
- جاسبر بآيكينن بدور هالفدان الأسود، الأخ الأصغر لهارالد
- كيفن دوراند بدور هاربارد، المتجول الكاريزماتي وراوي القصص
- مو دانفورد بدور الأمير إيثلولف من ويسيكس، أبن الملك إيكبرت[ا]
- أليكس أندرسن بدور إيفار الكسيح، الابن الرابع لراغنار وأسلوغ[ا]
- ماركو إيلسو بدور هفيتسرك، الابن الثاني لراغنار وأسلوغ[ا]
- ديفيد ليندستروم بدور سيغارد عين الأفعى، الابن الثالث لراغنار وأسلوغ[ا]
- جوردن سميث بدور أوبي، الابن الأكبر لراغنار وأسلوغ[ا]
- لينوس روش بدور الملك إيكبرت في ويسيكس، الملك الماكرة لويسيكس
- جوناثان ريس مايرز بدور الأسقف هيموند، كاهن ومحارب متدين جدًّا[8]

### ظهروا بشكل متواتر
- جورج بلاجدين بدور أثيلستان، راهب من نورثمبريا ممزق بين آلهة الفايكنغ وإله المسيحية، ومستشار لكل من الإيرل راغنار والملك إيكبرت
- ديان دوان في دور ييدو، عبده الملكة أسلوغ الجديدة[5]
- مود هيرست بدور هيلغا، حبيبة فلوكي وزوجته
- أوين رو بدور الكونت أودو في باريس
- إيدفين إندر بدور إيرلندور، أبن الملك هوريك
- جورجيا هيرست بدور تورفي، زوجة إيرلندور، وزوجة بيورن لاحقًا
- مورجان بولانسكي بدور الأميرة جيسلا من غرب فرنسا، أبنة الإمبراطور تشارلز
- ستيفن روكيت بدور هيفتسرك في صغره
- لوك شاناهان بدور أوبي في صغره
- إيليا أوسوليفان بدور سيغارد عين الأفعى في صغره
- جيمس كوين ماركي بدور إيفار الكسيح في صغره
- روزالي كونرتي بدور أنجربودا، ابنة فلوكي وهيلغا
- هيو بارمنتر بدور رولاند، القائد الأول تحت الكونت أودو وشقيق تريز
- كارين حسن بدور تيريز، شقيقة رولاند وعشيقة الكونت أودو
- إيمي بيلي بدور الأميرة/الملكة كوينثريث من ميرسيا
- جيني جاك بدور الأميرة جوديث من نورثمبريا، ابنة الملك أيلا وزوجة إيثلولف
- سيان تى بدور برودنتيوس تروا، راهب يعمل في بلاط الملك إيكبرت
- ديس كارني بدور ويلفرث، يخدم الملك إيكبرت
- كونور أو هانلون بدور ألفريد الرضيع، ابن الأميرة جوديث وأثيلستان
- فيليب أوسوليفان بدور الأسقف إدموند، الذي يعمل في بلاط الملك إيكبرت
- ناثان أوتول بدور بيورن في صغره، ابن راغنار ولاغريثا. يظهر في رؤى راغنار.
- نيال كوزاك بدور أبوت لوبوس، يعمل في بلاط الإمبراطور تشارلز
- إيفان كاي بدور الملك أيلا من نورثمبريا
- روبي أوليري بدور جيدا، ابنة راغنار ولاغريثا. تظهر في رؤى راغنار.
- جوزفين اسبلاند بدور أستريد، عشيقة لاغريثا ومستشارتها
- إيدا ماري نيلسن بدور مارغريت، واحدة من عبيد الملكة أسلوغ
- أنطون جيلتراب بدور غوثروم، ابن إيرل بورغ تورفي
- تشارلز الأخير بدور وليام، الابن الأول لرولو وجيسلا
- اسحق أوسوليفان بدور ألفريد الطفل، ابن الأميرة جوديث وأثيلستان
- أندريه إريكسن بدور أودين، يظهر في الرؤى
- سينيد جورمالي بدور تناروز، طفلة مغاربية
- تشارلي كيلي بدور إيغيل، نائب الملك هارالد
- كاثي وايت بدور الملكة إلسويث من نورثمبريا، زوجة الملك أيلا
- كيتلين سكوت بدور الأميرة بليا، ابنة الملك أيلا
- جاك نولان بدور إيرل جورجنسن، وهو أمير حرب سويدي
- صوفي فافاسور بدور الأميرة إلياسف، هدف الملك هارالد
- غاري باكلي بدور إيرل فيك، زوج الأميرة إلياسف
- غاري ميرفي بدور الأسقف أونوان، يعمل في بلاط الملك أيلا

### الضيوف
- إلينور كراولي بدور ستاندر، المزارع الذي هرب من ويسيكس بعد غارة إيثلولف
- ستيف وول بدور إينار، قتل على يد لاغيرثا.
- فرانكي ماكافيرتي بدور سينريك، رحّال مُتعدد اللغات
- سيليان اوسوليفان بدور إيريك محارب فايكنغ من باريس، والقائد الثاني بعد رولو
- روبان فولين بدور بيرسيركر، قاتل تم تجنيده من قبل إيرلندور وكالف لقتل بيورن. وقُتل على يد بيورن نفسه
- ديكلان كونلون في دور لورد ويستان، ابن عم الملكة كوينتريث الثاني ورئيس أسرة ميرسيا الملكية
- جون كافانا بدور القديس ليون الرابع
- آدم ماكنمارا بدور ثورهول، الفايكنغ الدنماركي الذي قدّم الأخبار السيئة للملكة أسلوغ وبيورن
- ليام كلارك بدور غودموند
- إد مورفي بدور غاردر
- جاك والش بدور جون سكوتوس أريجينا
- كاميرون هوجان بدور ماغنوس، ابن الملكة كوينثريث والملك راغنار المزعوم
- جوش دونالدسون بدور هوسكولد، محارب فايكنغ ويملك مهارات عظيمة[9]
- تامارين باين بدور أوردلاف الأرملة، سيدة من شيربورن

## الحلقات
| الجزء 1 |    |                            |               |             |                |
| 30      | 1  | «خيانة جيدة»               | سياران دونيلي | مايكل هيرست | 18 فبراير 2016 |
| 31      | 2  | «اقتل الملكة»              | سياران دونيلي | مايكل هيرست | 25 فبراير 2016 |
| 32      | 3  | «رحمة»                     | سياران دونيلي | مايكل هيرست | 3 مارس 2016    |
| 33      | 4  | «الاحتفال برأس السنة»      | هيلين شافر    | مايكل هيرست | 10 مارس 2016   |
| 34      | 5  | «المخطوبة»                 | هيلين شافر    | مايكل هيرست | 17 مارس 2016   |
| 35      | 6  | «ما كان يمكن أن يكون»      | كين جيروتي    | مايكل هيرست | 24 مارس 2016   |
| 36      | 7  | «المكسب والخسارة»          | كين جيروتي    | مايكل هيرست | 31 مارس 2016   |
| 37      | 8  | «نقل»                      | كين جيروتي    | مايكل هيرست | 7 أبريل 2016   |
| 38      | 9  | «الموت في كل مكان»         | جيف وولنو     | مايكل هيرست | 14 أبريل 2016  |
| 39      | 10 | «السفينة الأخيرة»          | جيف وولنو     | مايكل هيرست | 21 أبريل 2016  |
| الجزء 2 |    |                            |               |             |                |
| 40      | 11 | «الغريب»                   | دانييل جرو    | مايكل هيرست | 30 نوفمبر 2016 |
| 41      | 12 | «الرؤيا»                   | دانييل جرو    | مايكل هيرست | 7 ديسمبر 2016  |
| 42      | 13 | «رحلتان»                   | سارة هاردينغ  | مايكل هيرست | 14 ديسمبر 2016 |
| 43      | 14 | «في ساعة غامضة قبل الصباح» | سارة هاردينغ  | مايكل هيرست | 21 ديسمبر 2016 |
| 44      | 15 | «كل ملائكته»               | سياران دونيلي | مايكل هيرست | 28 ديسمبر 2016 |
| 45      | 16 | «العبور»                   | سياران دونيلي | مايكل هيرست | 4 يناير 2017   |
| 46      | 17 | «الجيش الكبير»             | جيف وولنو     | مايكل هيرست | 11 يناير 2017  |
| 47      | 18 | «الثأر»                    | جيف وولنو     | مايكل هيرست | 18 يناير 2017  |
| 48      | 19 | «في العشية»                | بن بولت       | مايكل هيرست | 25 يناير 2017  |
| 49      | 20 | «الحساب»                   | بن بولت       | مايكل هيرست | 1 فبراير 2017  |

## الإنتاج

### الموسيقى
تم تأليف النوتة الموسيقية للموسم الرابع من قبل تريفور موريس بالتعاون مع إينار سيلفيك. التسلسل الافتتاحي مصحوب مرة أخرى بأغنية 'لو كان لدي قلب' للفنان فيفر راي.
تم إصدار ألبوم الموسيقى التصويرية في 27 ديسمبر 2019 بواسطة شركة Sony Classical Records.[بحاجة لمصدر] هناك أغنية أصلية إضافية غير متضمنة في الألبوم هي 'شعر الحفرة الأفعى' ، والتي كتبها إينار سيلفيك وأداها هيلدا أورفارسدوتير ، وظهرت في 'كل ملائكته'. [بحاجة لمصدر] تم إصدار الأغنية كأغنية فردية في 20 أكتوبر 2017 ، جنبًا إلى جنب مع إصدار ثانٍ يؤديه Selvik فقط.
ظهرت موسيقى إضافية غير أصلية للمجموعة الموسيقية النرويجية Wardruna في حلقات "In the Uncertain Hour Before the Morning" و "Crossings". المسارات المميزة هي "Bjarkan" و "Laukr" و "Algir - Tognatale".

## وصلات فنية
- (بالإنجليزية)
- فايكنغز  في قاعدة بيانات الأفلام على الإنترنت (بالإنجليزية)